# Aspilota spiracularis
Aspilota spiracularis är en stekelart som beskrevs av Fischer 1971. Aspilota spiracularis ingår i släktet Aspilota och familjen bracksteklar. Inga underarter finns listade.